# Acetato de amilo
El éster pentílico del ácido acético (también acetato de pentilo o acetato de amilo) es un compuesto químico orgánico del grupo de los acetatos de pentilo. El éster se deriva del ácido acético y el n -pentanol. Los compuestos isoméricos derivados de otros isómeros del n -pentanol son el acetato de isoamilo, el acetato de 2-pentilo y el acetato de 2-metilbutilo.

## Historia
En el pasado, se utilizaba como estándar de iluminación la vela Hefner, empleando acetato de amilo como combustible.

## Presencia en la naturaleza

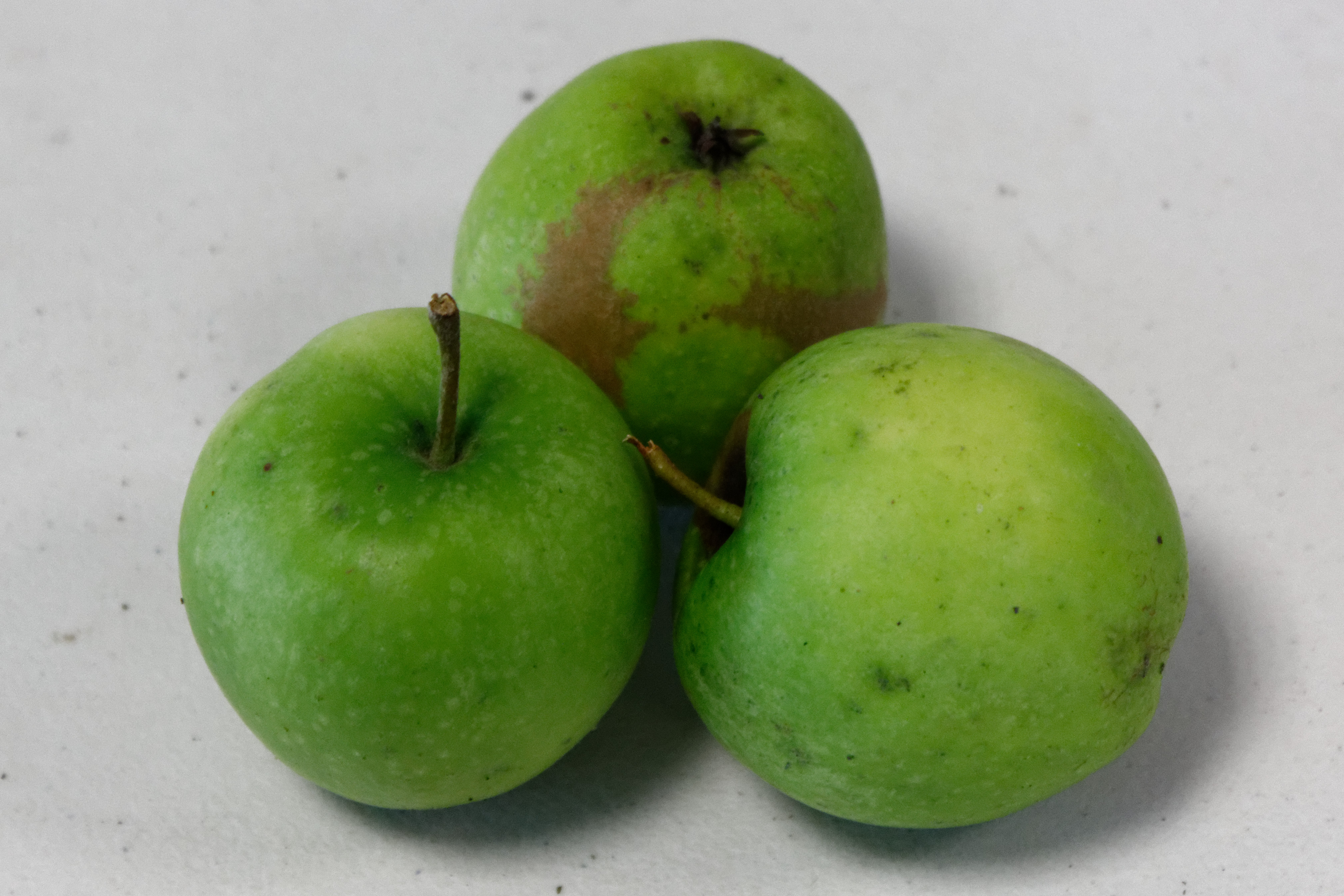
Variedad de manzana Granny Smith

El acetato de pentilo se encuentra, por ejemplo, en las manzanas (como en las variedades Granny Smith y Gala), así como en los plátanos y las peras, donde es uno de los componentes aromáticos característicos. También se encuentra en el jugo de durazno así como en las ciruelas y la papaya.

## Obtención y preparación
A escala industrial, el acetato de pentilo se produce mediante esterificación catalizada por ácido del ácido acético con 1-pentanol.

## Características
El acetato de pentilo es un líquido inflamable del grupo de los ésteres de ácido carboxílico. Los vapores pueden formar mezclas explosivas con el aire cuando la sustancia se calienta por encima de su punto de inflamación. Esto ya es posible a temperaturas ambiente elevadas. También es poco soluble en agua (10 g/L a 20 °C) y más ligero que el agua. El éster pentílico del ácido acético tiene una volatilidad media a baja. 

## Usos
El acetato de pentilo está aprobado en la UE como aromatizante para alimentos con el número FL 09.021.
El acetato de pentilo es un disolvente importante para la industria de la pintura. Tiene un alto poder de disolución para numerosas resinas naturales y sintéticas. Por lo tanto, se utiliza mayoritariamente para disolver o diluir acrilatos o derivados de celulosa. También se utiliza como disolvente para pinturas de reparación de automóviles a base de resinas de poliuretano, pinturas de nitroemulsión y pinturas especiales. Además, el acetato de pentilo se utiliza como aditivo en productos de limpieza o como agente de extracción de sustancias de sistemas acuosos.

## Instrucciones de seguridad
El acetato de amilo se absorbe principalmente a través del tracto respiratorio. En caso de ingestión o ingestión puede causar irritación en el tracto respiratorio, piel y ojos. Además, en altas concentraciones existe el riesgo de alteración del sistema nervioso central . Las consecuencias crónicas de la exposición prolongada pueden incluir cambios en la piel e irritación de las membranas mucosas . El rango de explosión está entre 1.0 Vol.‑% (54 g/m3) como límite inferior de explosividad (LIE) y 7,5 Vol.‑% (405 g/m3) como límite superior de explosividad (UEL). La presión máxima de explosión se determinó en 8,4 bar. La temperatura de ignición es de 350 °C. Por tanto, el material entra en la clase de temperatura T2. Con un punto de inflamación de 41 °C, el acetato de n -pentilo se considera relativamente retardante de llama. 